# Купине (Самарська область)
Купине (рос. Купино) — село в Безенчуцькому районі Самарської області Російської Федерації.
Населення становить 913 осіб. Входить до складу муніципального утворення сільське поселення Купине.

## Історія
Населений пункт розташований у межах українського етнічного та культурного краю Жовтий Клин.
Від 2005 року входило до складу муніципального утворення сільське поселення Купине.

## Населення
| 2010 | 2012 | 2013 | 2014 | 2015 | 2016 |
| ---- | ---- | ---- | ---- | ---- | ---- |
| 873  | ↗888 | ↗917 | ↘881 | ↗925 | ↘913 |